# Minotaur V

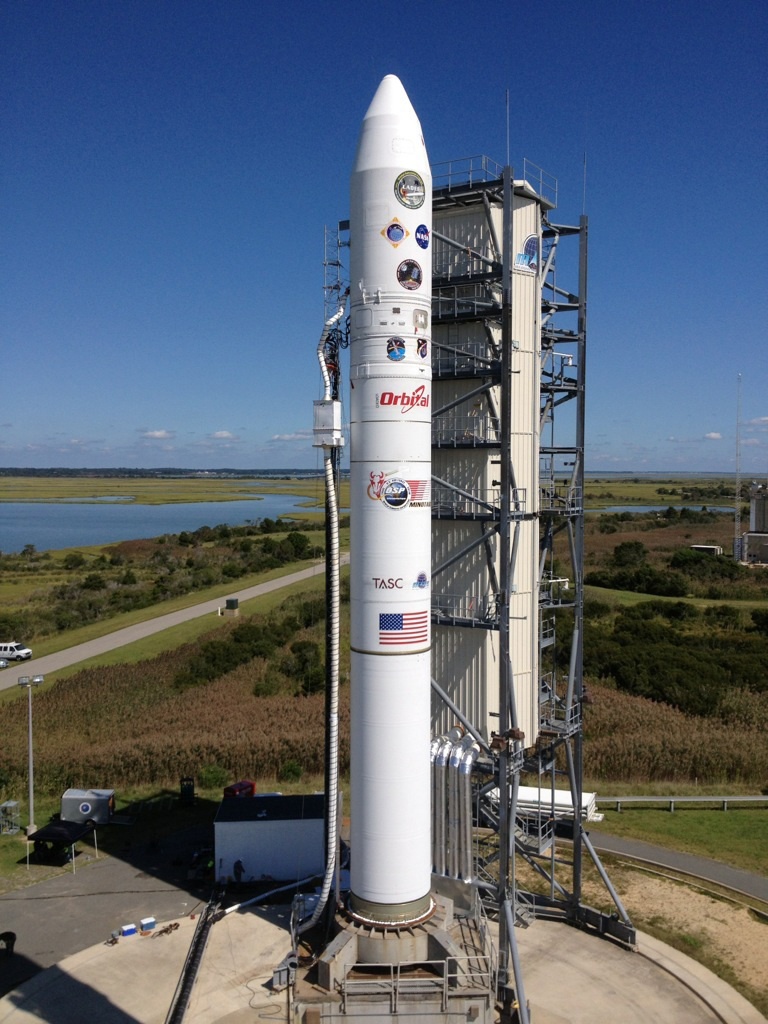

Il Minotaur V è un sistema di lancio non riutilizzabile statunitense derivato dal missile LGM-118 Peacekeeper. È un membro della famiglia di razzi Minotaur prodotta da Orbital Sciences Corporation.
Il Minotaur V è un razzo a cinque stadi a propellente solido, costituito da un Minotaur IV a quattro stadi (formato da un primo stadio SR-118, un secondo stadio SR-119, un terzo stadio SR-120 e un quarto stadio Star-48BV) con l’aggiunta di uno stadio superiore Star nella versione Star-37 o Star-37 FM, quest'ultima dotata di stabilizzazione di spin e pertanto più manovrabile anche se più pesante. Minotaur V È in grado di lanciare un carico utile di 630 Kg in un'orbita di trasferimento geostazionaria o di 340 Kg in una traiettoria di trasferimento verso la Luna (TLI). L'effettuazione dei lanci è programmata dalla base aeronautica di Vandenberg in California, dal complesso di lancio di Kodiak in Alaska e dallo Spazioporto regionale del Medio Atlantico situato sull'isola di Wallops in Virginia.
Il primo lancio del Minotaur V è stato effettuato il 7 settembre 2013 ed ha riguardato la sonda spaziale Lunar Atmosphere and Dust Environment Explorer (LADEE), che è stata lanciata con successo verso la Luna.